# John Naisbitt
John Naisbitt (Glenwood, 15 de enero de 1929 - Velden am Wörther See, 8 de abril de 2021) fue un autor estadounidense y orador público en el área de futurología. Su primer libro Megatrends: Ten New Directions Transforming Our Lives se publicó en 1982. Fue el resultado de casi diez años de investigación. Estuvo en la lista de los más vendidos del New York Times durante dos años, principalmente como el número uno. Megatrends se publicó en 57 países y vendió más de 14 millones de copias.

## Biografía
John Naisbitt creció en Glenwood, Utah y estudió en las universidades de Harvard, Cornell y Utah. Obtuvo experiencia empresarial trabajando para IBM y Kodak. En el mundo de la política, fue asistente del Comisionado de Educación del presidente John F. Kennedy y se desempeñó como asistente especial del secretario de HEW, John Gardner, durante la administración Johnson. Dejó Washington en 1966 y se unió a Science Research Associates. En 1968 fundó su propia empresa, Urban Research Corporation. Naisbitt fundó el Naisbitt China Institute, una institución de investigación independiente sin fines de lucro que estudia la transformación social, cultural y económica de China ubicada en la Universidad de Tianjin. En 2009, Naisbitt publicó las Megatrends de China, un libro que analiza el ascenso de China. Ha sido asesor sobre desarrollo agrícola del gobierno real de Tailandia, ex becario visitante en la Universidad de Harvard, profesor invitado en la Universidad Estatal de Moscú, miembro de la facultad en la Universidad de Nanjing en China, distinguido miembro internacional en el Instituto de Estudios Estratégicos e Internacionales de Malasia (el primer no asiático en ocupar este cargo), profesor de la Universidad de Nankai, Universidad de Finanzas y Economía de Tianjin, y miembro del Consejo Asesor de la Escuela de Negocios de Asia, Tianjin, y ha recibido 15 doctorados honorarios en la humanidades, tecnología y ciencia. John Naisbitt y su esposa Doris tenían su base en Viena y Tianjin.
Naisbitt falleció el 8 de abril de 2021 en su residencia secundaria en Velden am Wörther See, Austria.

## Impacto

### Sobre futuristas
Naisbitt ha tenido una profunda influencia en los principales futuristas modernos, como David Houle y otros.

### Sobre el pensamiento social y político
Aunque Naisbitt no ha escrito un libro explícitamente político, Megatrends expresó su entusiasmo temprano por la política centrista radical. El libro dice, en negrita, "La izquierda y la derecha políticas están muertas; toda la acción la genera un centro radical".